# Віндем Тауншип (округ Вайомінг, Пенсільванія)
Віндем Тауншип (англ. Windham Township) — селище (англ. township) в США, в окрузі Вайомінг штату Пенсільванія. Населення — 733 особи (2020).

## Демографія
Згідно з переписом 2010 року, у селищі мешкала 841 особа в 333 домогосподарствах у складі 255 родин. Було 408 помешкань
Расовий склад населення:
| - 97,7 % — білих - 0,4 % — азіатів - 0,2 % — чорних або афроамериканців - 0,1 % — корінних американців |

До двох чи більше рас належало 1,5 %. Частка іспаномовних становила 1,5 % від усіх жителів.
За віковим діапазоном населення розподілялося таким чином: 21,9 % — особи молодші 18 років, 60,3 % — особи у віці 18—64 років, 17,8 % — особи у віці 65 років та старші. Медіана віку мешканця становила 43,6 року. На 100 осіб жіночої статі у селищі припадало 103,6 чоловіків;  на 100 жінок у віці від 18 років та старших — 102,8 чоловіків також старших 18 років.
Середній дохід на одне домашнє господарство  становив 66 721 долар США (медіана — 49 667), а середній дохід на одну сім'ю — 70 857 доларів (медіана — 53 194). За межею бідності перебувало 12,1 % осіб, у тому числі 19,2 % дітей у віці до 18 років та 14,1 % осіб у віці 65 років та старших.
Цивільне працевлаштоване населення становило 387 осіб. Основні галузі зайнятості: виробництво — 26,1 %, освіта, охорона здоров'я та соціальна допомога — 16,3 %, роздрібна торгівля — 9,0 %, транспорт — 8,8 %.